# Rosario (Northern Samar)
Rosario is een gemeente in de Filipijnse provincie Northern Samar op het eiland Samar. Bij de laatste census in 2007 had de gemeente bijna 9 duizend inwoners.

## Geografie

### Bestuurlijke indeling
Rosario is onderverdeeld in de volgende 11 barangays:
| - Aguada - Bantolinao - Buenavista - Commonwealth - Guindaulan - Jamoog | - Kailingan - Ligaya - Poblacion - Salhag - San Lorenzo |

## Demografie
Rosario had bij de census van 2007 een inwoneraantal van 8.920 mensen. Dit zijn 273 mensen (3,2%) meer dan bij de vorige census van 2000. De gemiddelde jaarlijkse groei komt daarmee uit op 0,43%, hetgeen lager is dan het landelijk jaarlijks gemiddelde over deze periode (2,04%). Vergeleken met de census van 1995 is het aantal mensen met 294 (3,4%) toegenomen.

De bevolkingsdichtheid van Rosario was ten tijde van de laatste census, met 8.920 inwoners op 31,6 km², 282,3 mensen per km².